# ایس هاردور
ایس هاردور (انگلیسی: Ace Hardware) شرکت خرده‌فروشی آمریکایی است، که در سال ۱۹۲۴ تأسیس شد.